# Électricité dans les Pyrénées-Orientales
L'électricité dans les Pyrénées-Orientales est la production, la distribution et la consommation d'électricité dans le département français des Pyrénées-Orientales.

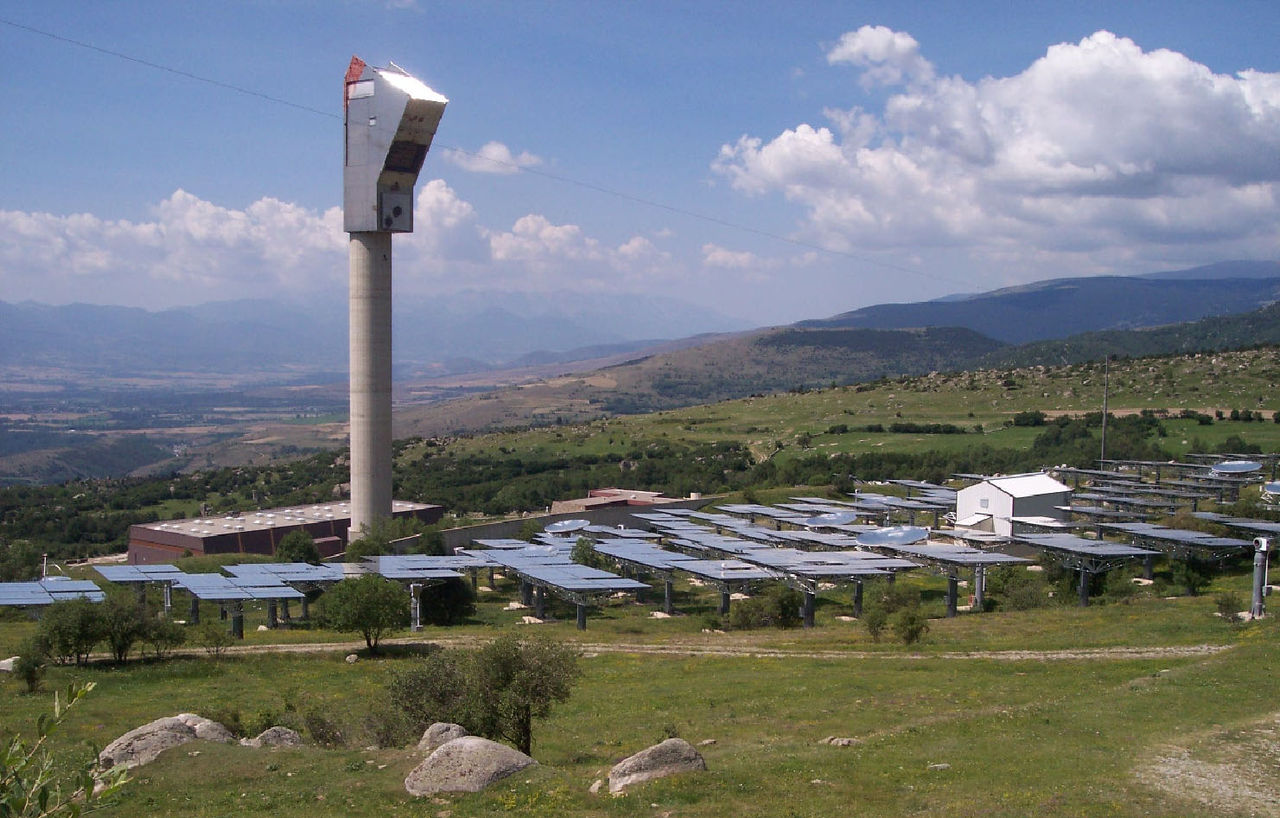
La centrale solaire Thémis.

## Cadre géographique et climatique
Les Pyrénées-Orientales sont le département le plus méridional de la France métropolitaine. Il prend la forme d'un long triangle dont le plus petit côté, tourné vers l'est, est bordé par la mer Méditerranée. Au bord de la mer, la plaine du Roussillon, est traversée par trois fleuves (l'Agly, la Têt et le Tech) nés dans les montagnes. Cette plaine est encadrée au nord par le massif des Corbières, au sud par les Albères et à l'ouest par les contreforts pyrénéens des Aspres et le massif du Canigou.
Le climat est de type méditerranéen (doux et sec, très ensoleillé et souvent soumis à un vent fort) en plaine et dans les Corbières, se dégradant progressivement en climat montagnard plus frais et humide lorsque l'altitude augmente, vers l'intérieur des terres. Les pluies, rares, sont souvent fortes, les sécheresses fréquentes.
Ces conditions favorisent la production d'électricité éolienne sur les contreforts, hydrolienne près des nombreux cours d'eau (avec cependant besoin de canaliser ou d'avoir recours à des barrages) et solaire.

## Historique
En 1888, Edmond Bartissol débute l'éclairage électrique de Perpignan (centrale à charbon dans l'église Saint Jean, la première et la seule qui utilisera ce type d'énergie dans les PO).
Entre 1893-1898, construit de plusieurs dizaines de centrales hydroélectrique dans le département à partir d'ancien moulin/forge reconverti, de site vierge ou de canaux d'irrigation. 
Les acteurs majeurs sont : Louis ABRAM, François ECOIFFIER (IEE, Industrie Electrique Ecoiffier), Joachim ESTRADE (SMTF, Société Méridionale de Transport de Force)... 
Création de régies électriques communales : Maureillas, usine neuve sur canal ; Prats de Mollo, usine sur prise d'eau neuve servant aussi à la lutte incendie ; Saint Laurent de Cerdans, forge louée ; Latour de Carol, moulin ; Osséja ; Céret, moulin ; Pézilla de la Rivière, moulin sur canal ; etc. Usines pour autoconsommation (industries). Multiplication des réseaux de distribution (Abram, IEE, SMTF).
En 1899, la SHER (Société Hydro Electrique Roussillonnaise) de Bartissol construit l'usine hydroélectrique de Vinça (usine détruite à la fin de la construction du Barrage de Vinça, barrage non équipé).
Fin XIX / début XXeme, Estrade invente et brevète diverses innovations donc le basculateur Estrade et "poteaux noirs" (bois traité). Il installe vers 1900, la toute première ligne haute tension, entre son usine Saint George (Axat) et Perpignan.
1904-1911 : Construction de barrage des Bouillouses et de l'usine de La Cassagne par la Compagnie du Midi (future SHEM). Construction du Train Jaune (voie métrique électrifiée).
Vers 1905 : usine privée de Molitg.
1910/1911 : Usine hydroélectrique et Régie de Mosset. Arrêt en 1947.
Vers 1914 : Seconde usine de la régie de Prats de Mollo (modernisée plus tard à 700 kW).

Dans les gorges de la Carança, les travaux de construction d'un barrage et de la prise d'eau associée sont entamés en 1943. C'est à cette occasion, pour transporter le matériel et les pierres, que le chemin en corniche des gorges, devenu depuis une attraction touristique, et la galerie amenant les eaux à la centrale hydroélectrique de Thuès sont percés. L'usine hydroélectrique de Thuès est mise en service en 1946.
En 1946, nationalisation des usines et des réseaux (Abram, Ecoiffier, Estrade…) au bénéfice d'EDF.
La ligne très haute tension d'interconnexion électrique France-Espagne Baixas - Santa Llogaia est officiellement inaugurée le 20 février 2015 par les chefs de gouvernement français et espagnol Manuel Valls et Mariano Rajoy.
En juin 2016, EDF met en route l'ensemble éolien catalan, un parc de 35 éoliennes situées sur les hauteurs de Baixas, Calce, Pézilla-la-Rivière et Villeneuve-la-Rivière.
20 septembre 2019 : inauguration et mise en service de la Centrale solaire eLLO, à Llo (Cerdagne).

## Production

### Hydroélectricité
Le département possède une puissance installée hydroélectrique de plus d'une centaine de MW :
70 MW pour EDF (hors Lanoux, 97 MW à lui seul). 
50 MW pour la SHEM.
Quelques MW pour les autres usines (privés et Régie de Prats de Mollo).

#### Agly
Une centrale privée (ancien moulin) existe à Saint Arnac.
Voir Lac de Caramany, actuellement non productif.

#### Aude, Ariège et affluents du Sègre
Le barrage de l'étang du Lanoux, lac naturel rehaussé par un barrage dans la vallée du Carol, bien que situé dans le département, alimente une centrale située dans le département de l'Ariège, à L'Hospitalet. L'usine de l'Hospitalet, 97 MW, permet aussi de faire du stockage d'énergie par pompage-turbinage.
De même le barrage du lac de Puyvalador, construit par Estade, situé sur l'Aude alimente directement l'usine à Escouloubre puis toute la chaine de centrales en aval dans le département de l'Aude.
En amont de Puyvalador, le lac de Matemale alimente une centrale située à proximité. Tous ces équipements sont gérés par EDF.
L'Angoustrine, affluent du Sègre comme le Carol, nourrit une centrale gérée par la SHEM de 1 800 kWh de puissance utile. 
Le bassin du Carol abrite également trois micro centrales privées, l'une sur la ribera de Campcardós et deux sur la rivière de Carol proprement dite.

#### Tech
4 usines hydroélectriques d'EDF se trouvent dans cette vallée : Au hameau de La Llau (la plus récente, construite vers 1922 par les enfants d'Ecoiffier puis reconstruite après l'Aiguat 1940, commune du Tech), sur la rivière Coumelade. Sur le fleuve Tech lui-même EDF possède les centrales du Tech dans le village du même nom (usine du Tech construite par un industriel de Prades), du Puig-Redon (construite par Sans et Garcerie, expropriée par le Département puis nationalisée) et du Pas-du-Loup (Ecoiffier).
1 centrale appartenant à la Régie de Prats de Mollo.
1 centrale privée sur un affluent du Tech à Saint Laurent de Cerdans (ancienne forge).

#### Têt
La haute vallée de la Têt, affluents compris, est équipée de 21 prises d’eau alimentant 15 usines hydroélectriques. La société hydroélectrique du Midi (SHEM) gère treize prises d’eau et huit usines hydroélectriques. Une prise d’eau et une usine sont exploitées par EDF et sept prises d’eau et six usines sont gérées par d'autres sociétés ou personnes privées. 
La centrale d'EDF est située à Villefranche-de-Conflent, ancien forge transformée par Ecoiffier. 
Celles de la SHEM sont : Les  Aveillans, La Cassagne, Thuès, Olette, Joncet, Lastourg et La Ribérole pour une production annuelle moyenne, en comptant également la centrale de Fontpédrouse, de 175,7 GWh.
Un petit barrage retient l'eau de la Carança, dans les gorges, à l'altitude de 1 004 m. Il mesure 2,8 m de haut et est muni d'une prise d'eau qui permet d'alimenter, avec la prise d'eau de Fontpédrouse, la centrale hydroélectrique de Thuès, située au bord de la Têt, légèrement en amont du confluent entre la Carança et la Têt.
Centrales privées : Nyer (canal de Nyer) ; Py ; Sahorre ; Nohèdes ; Mosset (sous le Col de Jau, mise en service 1969 et autorisée 1970) ; Ria (2 usines en cascade : Riubanys et forge de Ria).

### Solaire
La puissance d'électricité photovoltaique sur le département est de 215 MW, répartie sur 4673 sites, en 2017.

### Éolien
En 2017, les installations solaires des Pyrénées-Orientales peuvent produire une puissance de 139 MW. Ce chiffre est en nette augmentation sur les dernières années, de nombreux projets étant à récemment réalisés ou à l'étude.
Situé sur les hauteurs de Baixas, Calce, Pézilla-la-Rivière et Villeneuve-la-Rivière, l'ensemble éolien catalan est une installation regroupant 35 éoliennes qui peut produire 96 MW. Il est le plus grand et plus puissant parc éolien installé par EDF en France. Il peut fournir l'équivalent de la consommation de 120 000 personnes, ce qui représente un quart de la population départementale.

### Autres
À Calce se trouve une unité de valorisation des déchets pouvant produire une puissance électrique de 18,5 MW. Il s'agit de la plus puissante des cinq installées en Occitanie.
Centrale Diesel de secours à Argeles sur Mer.
Centrale Diesel de secours de la Régie de Saint Laurent de Cerdans.

## Distribution
Le département est traversé du nord au sud, à partir de Baixas, par l'interconnexion électrique France-Espagne Baixas - Santa Llogaia, une ligne très haute tension permettant les échanges d'électricité entre l'Espagne et la France.
Dans cinq communes de montagne (La Cabanasse, Mont-Louis et Fontpédrouse en Conflent, Prats-de-Mollo-la-Preste et Saint-Laurent-de-Cerdans en Haut Vallespir) la distribution d'électricité est assurée par une régie locale.

## Impact sur l'environnement
A l'exception de 2 centrales de secours Diesel, toutes les centrales électriques du département fonctionnent grâce à des énergies renouvelables (ou pour l'une sur l'incinération des déchets).